# Mukařov (Mladá Boleslav-i járás)
Mukařov település Csehországban, Mladá Boleslav-i járásban. Mukařov Rokytá, Strážiště, Ralsko, Horní Bukovina, Jivina és Neveklovice településekkel határos. Lakosainak száma 211 fő (2024. január 1.).

## Népesség
A település lakosságának változását az alábbi diagram mutatja:
| Lakosok száma | 742  | 666  | 598  | 376  | 230  | 171  | 186  | 199  | 211  | 211  |
|               | 1869 | 1890 | 1921 | 1950 | 1980 | 2001 | 2017 | 2019 | 2022 | 2024 |